# De Sønderjydske Piger
De Sønderjydske Piger er er en del af digtet, De vog dem, vi grov dem., der blev skrevet af Holger Drachmann og er fra hans bog Derovre fra Grænsen der udkom i 1877 og blev senere illustreret ved et billede af to sønderjydske piger. Bogen og billedet blev meget populære i hele landet og selve billedet blev nærmest et nationalt symbol og man så motivet på bl.a. kopper, tallerkener, porcelænspibehoveder og kunstfærdigt udførte billeder i forskellige størrelser og varierende baggrunde.

## Historie
Holger Drachmanns bog var inspireret af hans rejse i det tabte land syd for Kongeåen efter krigen i 1864, og han besøgte steder og personer der havde været vidne til krigen. Denne tur kom forbi Sønderborg, hvor gik han en aftentur forbi Dybbøl Mølle og videre ud til Bøffelkobbel. Her standsede han ved et hus, hvor der i forhaven var en velholdt grav for to danske soldater og han faldt i snak med husets unge datter. Senere samme aften skrev han digtet på sit hotel i Sønderborg.
Digtet kom med i bogen Derovre fra grænsen, der blev en stor succes og i selve digtet var efterfølgende vers skrevet;
| Citat | De vog dem, vi grov dem en grav i vor have, lagde dem ved siden af den alfar vej, alle vore blomster skal smykke deres grave. Sønderjyske piger I forglemme dem ej. | Citat |
|       | |       |

I 1879 fik forlægger Ernst Bojesten ideen til at illustrere digtet med et billede af de to sønderjyske piger. Det skete vinteren samme år og blev arrangeret gennem en ven, der overtalte H.M. Tofte, der var lærer på Den danske Borgerskole i Flensborg og senere på Aagaard Højskole, til at bruge hans to døtre til dette formål. Om de to piger sagde man, at der ikke fandtes smukkere i byen. Det var den flensborgske fotograf Schumann der tog billedet af de to piger. Helga, som var den yngste, var siddende iklædt en dragt fra øen Før og den ældre, Valborg, stående iklædt en alsinger dragt. Selve billedet af De Sønderjyske Piger fik en overvældende udbredelse. Rygterne siger, at konge Christian 9. fik overrakt det første billede. Endvidere fik kejserinde Dagmar i Rusland, som altid har været sønderjydernes ven, et billede i legemsstørrelse.
Den yngste af pigerne, Helga Marie Toft, døde i september 1883 af tuberkulose, kun 22 år gammel. Helgas gravsten blev senere fjernet, men i 1992 blev der nedsat en komité, som ved et samarbejde mellem menighedsråd og forskellige fonde, rejste en mindesten over graven på kirkegården i Oversø lidt syd for Flensborg. Mindestenen blev indviet søndag 13. juni 1992.